# Glide (Oregon)
Glide é uma Região censo-designada localizada no estado norte-americano de Oregon, no Condado de Douglas.

## Demografia
Segundo o censo norte-americano de 2000, a sua população era de 1690 habitantes.

## Geografia
De acordo com o United States Census Bureau tem uma área de
26,4 km², dos quais 26,2 km² cobertos por terra e 0,2 km² cobertos por água. Glide localiza-se a aproximadamente 255 m acima do nível do mar.

## Localidades na vizinhança
O diagrama seguinte representa as localidades num raio de 32 km ao redor de Glide.